# Goed te Koudekeuken
Het Goed te Koudekeuken is een historische boerderij in de tot de Oost-Vlaamse gemeente Lievegem behorende plaats Waarschoot, gelegen aan Koudekeuken 3.

## Geschiedenis
Begin 15e eeuw was er al sprake van een landgoed, dat in de tweede helft van de 15e eeuw door schenking in bezit kwam van de Priorij Onze-Lieve-Vrouw-ten-Hove. In 1797 werd dit goed verbeurd verklaard. Tegenwoordig is er een boerenhuis met een mogelijk 18e-eeuwse kern, en daarnaast een grote schuur met oude kern. Het goed was vroeger omgracht. Het goed ligt aan de Burggravenstroom.